# Natação nos Jogos Pan-Americanos de 2015 - 100 m livre feminino
As competições dos 100 metros livre feminino da natação nos Jogos Pan-Americanos de 2015 foram realizadas em 14 de julho no Centro Aquático CIBC Pan e Parapan-Americano, em Toronto.

## Calendário
Horário local (UTC-4).
| Data        | Horário | Fase          |
| ----------- | ------- | ------------- |
| 17 de julho | 10:55   | Eliminatórias |
| 17 de julho | 19:05   | Final B       |
| 17 de julho | 19:10   | Final A       |

## Medalhistas
| Ouro   | CAN Chantal van Landeghem      |
| Prata  | USA Natalie Coughlin           |
| Bronze | BAH Arianna Vanderpool-Wallace |

## Recordes
Antes desta competição, os recordes mundiais e pan-americanos da prova eram os seguintes:
| Tipo                             | Atleta             | Tempo | Local         | Data                 |
| -------------------------------- | ------------------ | ----- | ------------- | -------------------- |
|                                  | GER Britta Steffen | 52s07 | Roma          | 31 de julho de 2009  |
| Recorde dos Jogos Pan-Americanos | USA Amanda Weir    | 54s46 | Santo Domingo | 11 de agosto de 2003 |

## Resultados

### Eliminatórias
A eliminatória foi realizada em 14 de julho. 
| Pos. | Bateria | Raia | Nadador                    | Nacionalidade                | Tempo   | Notas |
| ---- | ------- | ---- | -------------------------- | ---------------------------- | ------- | ----- |
| 1    | 3       | 4    | Natalie Coughlin           | USA Estados Unidos           | 53.85   | QA,   |
| 2    | 4       | 4    | Arianna Vanderpool-Wallace | BAH Bahamas                  | 54.00   | QA    |
| 3    | 4       | 5    | Chantal van Landeghem      | CAN Canadá                   | 54.31   | QA    |
| 4    | 3       | 5    | Amanda Weir                | USA Estados Unidos           | 54.36   | QA    |
| 5    | 2       | 5    | Larissa Oliveira           | BRA Brasil                   | 55.01   | QA    |
| 6    | 2       | 4    | Michelle Williams          | CAN Canadá                   | 55.29   | QA    |
| 7    | 3       | 6    | Vanessa García             | PUR Porto Rico               | 55.45   | QA    |
| 8    | 4       | 3    | Graciele Herrmann          | BRA Brasil                   | 55.54   | QA    |
| 9    | 4       | 6    | Liliana Ibáñez             | MEX México                   | 55.80   | QB    |
| 10   | 3       | 3    | Isabella Arcila            | COL Colômbia                 | 56.12   | QB    |
| 11   | 2       | 3    | Alia Atkinson              | JAM Jamaica                  | 56.29   | QB    |
| 12   | 3       | 7    | Arlene Semeco              | VEN Venezuela                | 56.56   | QB    |
| 13   | 3       | 2    | Aixa Triay                 | ARG Argentina                | 56.82   | QB    |
| 14   | 2       | 2    | Elisbet Gamez              | CUB Cuba                     | 56.94   | QB    |
| 15   | 4       | 2    | Chinyere Pigot             | SUR Suriname                 | 57.29   | QB    |
| 16   | 2       | 7    | McKenna De Bever           | PER Peru                     | 57.40   | QB    |
| 17   | 4       | 7    | Karen Torrez               | BOL Bolívia                  | 57.49   |       |
| 18   | 2       | 6    | Ariel Weech                | BAH Bahamas                  | 57.80   |       |
| 19   | 3       | 1    | Allyson Ponson             | ARU Aruba                    | 57.89   |       |
| 20   | 4       | 1    | Loren Bahamonde            | ECU Equador                  | 58.29   |       |
| 21   | 4       | 8    | Inés Remersaro             | URU Uruguai                  | 58.81   |       |
| 22   | 3       | 8    | Marie Meza                 | CRC Costa Rica               | 58.89   |       |
| 23   | 2       | 1    | Karen Riveros              | PAR Paraguai                 | 58.94   |       |
| 24   | 2       | 8    | Elinah Phillip             | IVB Ilhas Virgens Britânicas | 1:00.76 |       |
| 25   | 1       | 4    | Dalia Torrez               | NCA Nicarágua                | 1:01.48 |       |
| 26   | 1       | 3    | Jamaris Washshah           | ISV Ilhas Virgens Americanas | 1:01.68 |       |
| 27   | 1       | 5    | Samantha Roberts           | ANT Antígua e Barbuda        | 1:02.66 |       |
| 28   | 1       | 6    | Onika George               | GUY Guiana                   | 1:05.00 |       |

### Final B
A final B foi realizada em 14 de julho. 
| Pos. | Raia | Nadador          | Nacionalidade | Tempo | Notas |
| ---- | ---- | ---------------- | ------------- | ----- | ----- |
| 9    | 4    | Liliana Ibáñez   | MEX México    | 55.90 |       |
| 10   | 5    | Isabella Arcila  | COL Colômbia  | 56.37 |       |
| 11   | 6    | Elisbet Gamez    | CUB Cuba      | 56.84 |       |
| 12   | 3    | Aixa Triay       | ARG Argentina | 56.87 |       |
| 13   | 2    | Chinyere Pigot   | SUR Suriname  | 57.25 |       |
| 14   | 7    | McKenna De Bever | PER Peru      | 57.56 |       |
| 15   | 8    | Ariel Weech      | BAH Bahamas   | 57.79 |       |
| 15   | 1    | Karen Torrez     | BOL Bolívia   | 57.79 |       |

### Final A
A final A foi realizada em 14 de julho. 
| Pos.              | Raia | Nadador                    | Nacionalidade      | Tempo | Notas |
| ----------------- | ---- | -------------------------- | ------------------ | ----- | ----- |
| Medalha de ouro   | 3    | Chantal van Landeghem      | CAN Canadá         | 53.83 | ,     |
| Medalha de prata  | 4    | Natalie Coughlin           | USA Estados Unidos | 54.06 |       |
| Medalha de bronze | 5    | Arianna Vanderpool-Wallace | BAH Bahamas        | 54.15 |       |
| 4                 | 7    | Michelle Williams          | CAN Canadá         | 54.55 |       |
| 5                 | 2    | Larissa Oliveira           | BRA Brasil         | 54.61 | =     |
| 6                 | 8    | Graciele Herrmann          | BRA Brasil         | 55.01 |       |
| 7                 | 1    | Vanessa García             | PUR Porto Rico     | 55.26 |       |
| 8                 | 6    | Amanda Weir                | USA Estados Unidos | 55.73 |       |

Legenda
| Recorde mundial                  | Recorde mundial (World record)               |                       | Recorde africano                      | Recorde africano (African) |                                           | Q | Classificado por posição (Qualified) |
| Recorde dos Jogos Pan-Americanos | Recorde pan-americano (Pan-American record)  | Recorde da América    | Recorde da América (Americas)         | q                          | Classificado por melhor tempo (Qualified) |   |                                      |
| Melhor marca do ano              | Melhor marca do ano (World leading)          | Recorde asiático      | Recorde asiático (Asian)              | DNS                        | Não largou (Did not start)                |   |                                      |
| Recorde nacional                 | Recorde nacional (National record)           | Recorde europeu       | Recorde europeu (European)            | DNF                        | Não terminou (Did not finish)             |   |                                      |
| Recorde pessoal                  | Recorde pessoal do atleta (Personal best)    | Recorde da Oceania    | Recorde da Oceania (Oceania)          | DSQ / DQ                   | Desclassificado (Disqualified)            |   |                                      |
| Recorde da temporada             | Recorde da temporada do atleta (Season best) | Recorde sul-americano | Recorde sul-americano (South America) | NM                         | Sem marca (No mark)                       |   |                                      |